# Liste österreichischer Gemeinden mit Partnergemeinden

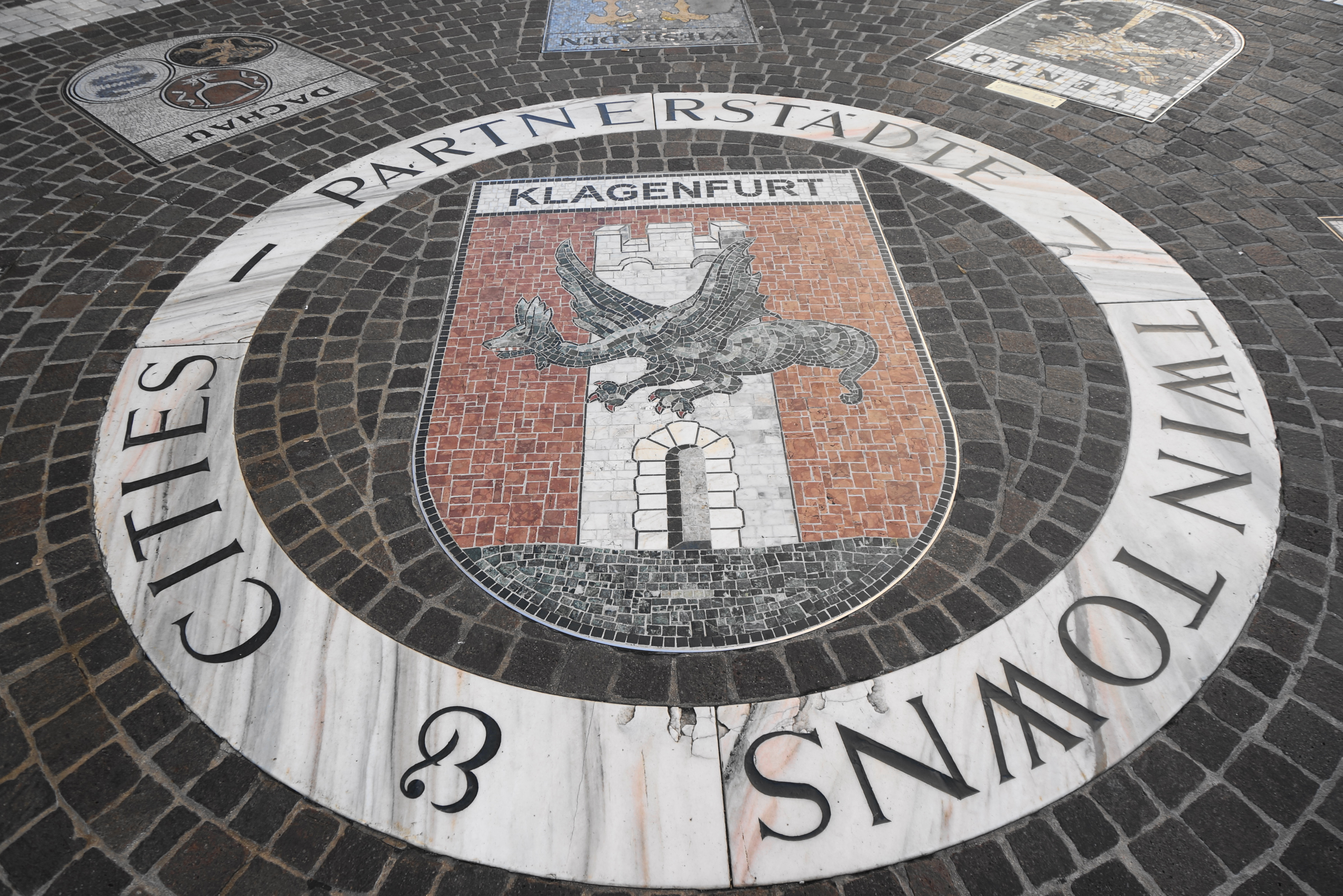
Partnerstädte von Klagenfurt am Wörther See

Dies ist eine Liste jener österreichischer Gemeinden, die Partnergemeinden, überwiegend in anderen Staaten, besitzen.

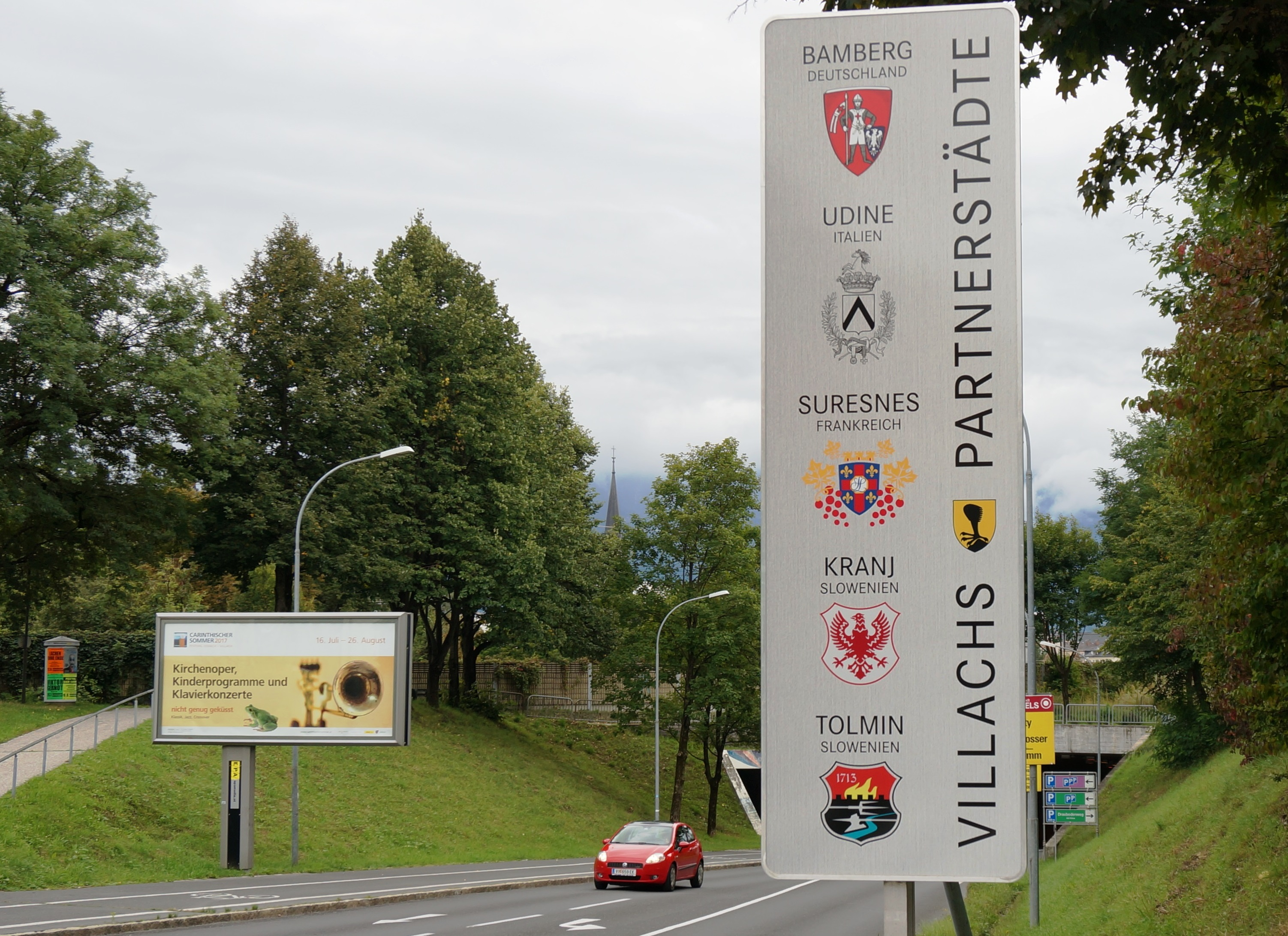
Partnerstädte von Villach

Es steht Gemeinden völlig frei, nach welchen Gesichtspunkten und Kriterien sie Partnerschaften schließen. In vielen Fällen werden Partnerschaften aus folgenden Gründen geschlossen:
- Soziale, kulturelle, historische oder geographische Übereinstimmungen, z. B. bei Bad Ischl, Laxenburg und Gödöllő – alle drei sind Standort von ehemaligen Habsburgerschlössern. Bei der Partnerschaft von Laxenburg und Gödöllő kommt zusätzlich die Übereinstimmung hinzu, dass beide Orte im Nahbereich der Hauptstadt des betreffenden Staates liegen. Bad Ischl und Opatija stimmen darin überein, dass es sich um historische Sommerfrischen aus der Habsburgermonarchie mit sehr gut erhaltener historischer Bausubstanz handelt.
- Die Partnerschaft zwischen Haiming und Silz in Tirol einerseits und andererseits Oxapampa in Peru beruht auf dem Umstand, dass Oxapampa unter anderem von Tiroler Auswanderern besiedelt wurde.
- Namensgleichheit (teilweise auch bezogen auf etwaige frühere deutsche Namen der Gemeinde), z. B. bei Falkenstein, Senftenberg, Rohrbach oder Königsdorf. Im Fall von Sankt Lorenz und Lőrinci (Ungarn) gehen beide Gemeindenamen auf den gleichen Namensgeber zurück.
- Unmittelbare Nachbarschaft, etwa bei Bad Radkersburg und Gorna Radgona (Slowenien), bei Deutschkreuz und Nagycenk (Ungarn) und zwischen Leutschach an der Weinstraße und Kungota (Slowenien). Zwischen Gänserndorf und Malacky (Slowakei) oder zwischen Deutsch Jahrndorf und Hamuliakovo (Slowakei) und Rajka (Ungarn) besteht eine große örtliche Nähe, aber keine unmittelbare Nachbarschaft.
- Kärntner Gemeinden wählen Partnergemeinden häufig in der mittelbaren Nachbarschaft, namentlich in den Nachbarstaaten Slowenien und Italien. Bei gemischtsprachigen Kärntner Gemeinden besteht hinsichtlich Slowenien eine gemeinsame sprachliche Kommunikationsbasis. Ähnliches gilt bei burgenlandkroatischen Gemeinden in Bezug auf Partnerschaften mit Gemeinden in Kroatien oder Bosnien-Herzegowina.
- Velden in Kärnten und Bled in Slowenien liegen beide am größten See der jeweiligen Region und sind beide in slowenischer Sprache namensbestimmend für den See (Velden: Vrba na Koroškem → Vrbsko jezero, Bled → Blejsko jezero)

## A
Abtenau
- Big Bear Lake, Vereinigte Staaten von Amerika
- Münster, Deutschland

Admont
- Pohlheim[2][3], Deutschland

Adnet
- Oppenheim, Deutschland

Albeck
- Fiume Veneto, Italien
- Langenau, Deutschland

Alberndorf im Pulkautal
- Hainburg, Deutschland
- Trumau, Österreich
- Vernouillet, Frankreich

Alberndorf in der Riedmark
- Wackersdorf, Deutschland

Altmünster
- Düren, Deutschland

Amstetten
- Alsfeld, Deutschland
- Pergine Valsugana, Italien
- Ruelle-sur-Touvre, Frankreich

Anif
- Eppan an der Weinstraße, Italien

Ansfelden
- Condega, Nicaragua

Arnoldstein
- Črna na Koroškem, Slowenien
- Mežica, Slowenien
- Tarcento, Italien

Aschau im Zillertal
- Oberwil, Schweiz

Asperhofen
- Zalakaros, Ungarn

Attnang-Puchheim
- Puchheim, Deutschland

Axams
- Rohrbach, Deutschland

## B

### Ba–Bl
Bad Aussee
- Plaisir, Frankreich

Bad Großpertholz
- Lomnice nad Lužnicí, Tschechische Republik

Bad Ischl
- Gödöllő, Ungarn
- Opatija, Kroatien

Bad Mitterndorf
- Röttingen, Deutschland

Bad Radkersburg
- Gornja Radgona, Slowenien
- Lenti, Ungarn
- Varaždin, Kroatien

Bad Sauerbrunn
- Spalt, Deutschland

Bad Schallerbach
- Koksijde, Belgien

Bad Vöslau
- Neu-Isenburg, Deutschland

Bad Wimsbach-Neydharting
- Friedrichsdorf, Deutschland

Baumgartenberg
- Pirk, Deutschland

Berndorf
- Hanamaki, Japan
- Sigmundsherberg, Österreich

Bischofshofen
- Unterhaching, Deutschland

Bleiburg
- Lovran, Kroatien

Bludenz
- Borgo Valsugana, Italien
- Plettenberg, Deutschland

### Br–Bu
Brand-Nagelberg
- Suchdol nad Lužnicí, Tschechische Republik

Braunau am Inn
- Lavarone, Italien

Bregenz
- Acre, Israel
- Bangor, Nordirland, Vereinigtes Königreich

Breitenbrunn am Neusiedler See
- Breitenbrunn, Deutschland

Breitenwang
- Ōshū, Japan

Brixlegg
- Aichach, Deutschland

Bromberg
- Wilhelmshaven, Deutschland

Bruck an der Großglocknerstraße
- Agneaux, Frankreich
- Bad Emstal, Deutschland

Bruck an der Leitha
- Bruckmühl, Deutschland

Bruck an der Mur
- Farra d’Isonzo, Italien
- Hagen, Deutschland
- Liévin, Frankreich
- Veroli, Italien
- Zalalövő, Ungarn

Bruckneudorf
- Hódmezővásárhely, Ungarn

Burgkirchen
- Füllinsdorf, Schweiz

## D
Deutsch Jahrndorf
- Hamuliakovo, Slowakei
- Rajka, Ungarn

Deutsch-Griffen
- Utenbach, Deutschland

Deutsch-Wagram
- Calheta de São Miguel, Kapverden
- Gbely, Slowakei

Deutschkreuz
- Allumiere, Italien
- Nagycenk, Ungarn
- Wetter, Deutschland

Dobersberg
- Slavonice, Tschechische Republik

Dornbirn
- Dubuque, Vereinigte Staaten von Amerika
- Kecskemét, Ungarn
- Sélestat, Frankreich

## E
Ebensee am Traunsee
- Prato, Italien
- Zawiercie, Polen

Eberschwang
- Kisújszállás, Ungarn

Ebreichsdorf
- Šumperk, Tschechische Republik
- Ziębice, Polen

Eisenkappel-Vellach
- Kranj, Slowenien

Eisenstadt
- Bad Kissingen, Deutschland
- Colmar, Frankreich
- Goyang, Südkorea
- Sanuki, Japan
- Sopron, Ungarn

Eitzing
- Wald, Deutschland

Eltendorf
- Obergriesbach, Deutschland

Enns
- Dingolfing, Deutschland
- Zeltweg, Österreich

Euratsfeld
- Strání, Tschechische Republik

## F
Falkenstein
- Blatnička, Tschechische Republik
- Falkenstein, Deutschland

Fehring
- Heinersreuth, Deutschland

Feistritz an der Gail
- Malborghetto Valbruna, Italien

Feistritz ob Bleiburg
- Brda, Slowenien

Feldbach
- Adelsdorf, Deutschland
- Siklós, Ungarn
- Żywiec, Polen

Feldkirch
- Sigmaringen, Deutschland

Feldkirchen bei Graz
- Hennstedt, Deutschland

Feldkirchen in Kärnten
- Ahrensburg, Deutschland
- Bamberg, Deutschland

Ferlach
- Sponheim, Deutschland
- Tržič, Slowenien

Ferndorf
- Kreuztal, Deutschland

Finkenstein am Faaker See
- Pavia di Udine, Italien

Fischamend
- Püspökladány, Ungarn

Frankenburg am Hausruck
- Vernon, Kanada

Frankenfels
- Hollstadt, Deutschland

Freistadt
- Kaplice, Tschechische Republik
- Rožmberk nad Vltavou, Tschechische Republik

Friedberg
- Friedberg, Deutschland
- Söchtenau, Deutschland

Friesach
- Bad Griesbach, Deutschland
- Cormons, Italien

Frohnleiten
- Schnaittach, Deutschland

Fulpmes
- Villepreux, Frankreich

Fürstenfeld
- Aindling, Deutschland
- Körmend, Ungarn
- Vişeu de Sus, Rumänien
- Zug, Schweiz

Furth an der Triesting
- Zubří, Tschechische Republik

Furth bei Göttweig
- Domažlice, Tschechische Republik
- Furth im Wald, Deutschland
- Ludres, Frankreich

## G
Gaal
- Gyenesdiás, Ungarn

Gaflenz
- Käerjeng, Luxemburg

Gallneukirchen
- Northeim, Deutschland

Gaming
- Bad Sassendorf, Deutschland
- Groß-Siegharts, Österreich

Gars am Kamp
- Gars am Inn, Deutschland

Gattendorf
- Gattendorf, Deutschland

Gänserndorf
- Malacky, Slowakei

Glanegg
- Cassacco, Italien

Gleisdorf
- Aszófő, Ungarn
- Nagykanizsa, Ungarn
- Winterbach, Deutschland

Gmünd
- Medulin, Kroatien

Gmünd in Kärnten
- Osnabrück, Deutschland

Gmunden
- Faenza, Italien
- Tornesch, Deutschland

Gols
- Rača (Bratislava), Slowakei[95]
- Rottenburg am Neckar, Deutschland[96]

Göstling an der Ybbs
- Purkersdorf
- Hüttenberg, Deutschland

Grafenegg
- Freudenberg, Deutschland

Grafenwörth
- Grafenwöhr, Deutschland
- Raiding, Österreich
- Serravalle Pistoiese, Italien

Gratkorn
- Palazzolo dello Stella, Italien

Gratwein-Straßengel
- Ebrach, Deutschland
- Komárom, Ungarn

Graz
- Coventry, England, Vereinigtes Königreich
- Darmstadt, Deutschland
- Dubrovnik, Kroatien
- Groningen, Niederlande
- Ljubljana, Slowenien
- Maribor, Slowenien
- Montclair, Vereinigte Staaten von Amerika
- Pécs, Ungarn
- Pula, Kroatien
- Timișoara, Rumänien
- Trieste, Italien
- Trondheim, Norwegen

Grein
- Hluboká nad Vltavou, Tschechische Republik
- Neckarsteinach, Deutschland

Groß-Siegharts
- Dačice, Tschechische Republik
- Gaming, Österreich
- Poniatowa, Polen

Grünbach am Schneeberg
- Emmerting, Deutschland

Gumpoldskirchen
- Leibnitz, Österreich
- Vilsbiburg, Deutschland

Guntersdorf
- Herborn, Deutschland

Gurk
- Arnstadt, Deutschland

Güssing
- Nijlen, Belgien

## H
Haiming
- Oxapampa, Peru

Hainburg an der Donau
- Rodgau, Deutschland
- Šamorín, Slowakei

Hall in Tirol
- Iserlohn, Deutschland
- Sommacampagna, Italien
- Winterthur, Schweiz

Hallstatt
- Hallstadt, Deutschland

Hard
- Bagnoli di Sopra, Italien
- Balgach, Schweiz

Hausmannstätten
- Pécsvárad, Ungarn

Heidenreichstein
- Nová Bystřice, Tschechische Republik

Heiligenblut am Großglockner
- Friedrichroda, Deutschland
- Julian, Vereinigte Staaten von Amerika
- Sodankylä, Finnland

Hennersdorf
- Jindřichov, Tschechische Republik
- Neuweiler, Deutschland

Hermagor-Pressegger See
- Pontebba, Italien

Himmelberg
- Bad Saulgau, Deutschland
- Chiusaforte, Italien

Hohenems
- Bystré, Tschechische Republik
- Ostfildern, Deutschland
- Polička, Tschechische Republik

Hohenzell
- Polling, Deutschland

Hollabrunn
- Holíč, Slowakei
- Jinhua, China
- Kyjov, Tschechische Republik

Hollersbach im Pinzgau
- La Gacilly, Frankreich

Horn
- Slavkov u Brna, Tschechische Republik

Hüttenberg
- Altmannstein, Deutschland

## I
Imst
- Rottweil, Deutschland

Innsbruck
- Aalborg, Dänemark
- Freiburg im Breisgau, Deutschland
- Grenoble, Frankreich
- Kraków, Polen
- New Orleans, Vereinigte Staaten von Amerika
- Sarajevo, Bosnien und Herzegowina
- Tbilisi, Georgien

Ischgl
- Schengen, Luxemburg

## J
Jenbach
- Posina, Italien

Judenburg ist Mitglied von Douzelage, einer EU-weit tätigen Gemeinschaft zur Verpartnerung von Gemeinden.
Mitglieder von Douzelage
- Agros, Zypern
- Altea, Spanien
- Asikkala, Finnland
- Bad Kötzting, Deutschland
- Bellagio, Italien
- Bundoran, Irland
- Chojna, Polen
- Granville, Frankreich
- Holstebro, Dänemark
- Houffalize, Belgien
- Kőszeg, Ungarn
- Marsaskala, Malta
- Meerssen, Niederlande
- Niederanven, Luxemburg
- Oxelösund, Schweden
- Preveza, Griechenland
- Rokiškis, Litauen
- Rovinj, Kroatien
- Sesimbra, Portugal
- Sherborne, Vereinigtes Königreich
- Sigulda, Lettland
- Siret, Rumänien
- Škofja Loka, Slowenien
- Sušice, Tschechische Republik
- Trjawna, Bulgarien
- Türi, Estland
- Zvolen, Slowakei

Weiter unterhält Judenburg eine direkte Partnerschaft mit
- Massa e Cozzile, Italien

## K
Kalwang
- Bő, Ungarn

Kapfenberg
- Frechen, Deutschland

Karlstetten
- Pleiskirchen, Deutschland

Kautzen
- Moravské Budějovice, Tschechische Republik

Keutschach am See
- Medea, Italien
- Šempeter-Vrtojba, Slowenien

Kindberg
- Roßdorf, Deutschland
- Vösendorf, Österreich

Kirchbach
- Gárdony, Ungarn
- Paularo, Italien

Kitzbühel
- Bad Soden am Taunus, Deutschland
- Greenwich, Vereinigte Staaten von Amerika
- Rueil-Malmaison, Frankreich
- Sterzing, Italien
- Sun Valley, Vereinigte Staaten von Amerika
- Yamagata, Japan

Klagenfurt
- Chernivtsi, Ukraine
- Dachau, Deutschland
- Dessau-Roßlau, Deutschland
- Duschanbe, Tadschikistan
- Gladsaxe, Dänemark
- Gorizia, Italien
- Laval, Kanada
- Nanning, China
- Nof HaGalil, Israel
- Nova Gorica, Slowenien
- Rzeszów, Polen
- Sibiu, Rumänien
- Tarragona, Spanien
- Wiesbaden, Deutschland
- Zalaegerszeg, Ungarn

Klein Sankt Paul
- Colloredo di Monte Albano, Italien

Klosterneuburg
- Göppingen, Deutschland

Knittelfeld
- Barcs, Ungarn
- Kameoka, Japan

Köflach
- Giengen an der Brenz, Deutschland

Königsdorf
- Königsdorf, Deutschland

Kopfing im Innkreis
- Aidenbach, Deutschland
- Ringelai, Deutschland

Koppl
- Zirndorf, Deutschland

Kramsach
- Azumino, Japan

Kraubath an der Mur
- Koszęcin, Polen

Krems an der Donau
- Beaune, Frankreich
- Böblingen, Deutschland
- Esbjerg, Dänemark
- Grapevine, Vereinigte Staaten von Amerika
- Kroměříž, Tschechische Republik
- Passau, Deutschland

Krenglbach
- Császártöltés, Ungarn

Krumpendorf am Wörthersee
- Gyula, Ungarn
- Pamhagen, Österreich

Kuchl
- San Giovanni al Natisone, Italien

Kufstein
- Frauenfeld, Schweiz
- Langenlois, Österreich
- Rovereto, Italien

## L
Laa an der Thaya
- Garching an der Alz, Deutschland
- Świętochłowice, Polen

Laakirchen
- Gemona del Friuli, Italien
- Obertshausen, Deutschland

Lambach
- Reichenschwand, Deutschland

Langenwang
- Nittendorf, Deutschland

Langenlois
- Kufstein

Lannach
- Alling, Deutschland

Lassee ist Mitglied von Charter of European Rural Communities, einer Institution für Gemeindepartnerschaften in der EU.
Darin verbunden sind:
- Bienvenida, Spanien
- Bièvre, Belgien
- Bucine, Italien
- Cashel, Irland
- Cissé, Frankreich
- Desborough, England, Vereinigtes Königreich
- Esch, Niederlande
- Hepstedt, Deutschland
- Ibănești, Rumänien
- Kandava (Tukums), Lettland
- Kannus, Finnland
- Kolindros, Griechenland
- Medzev, Slowakei
- Moravče, Slowenien
- Næstved, Dänemark
- Nagycenk, Ungarn
- Nadur, Malta
- Ockelbo, Schweden
- Pano Lefkara, Zypern
- Põlva, Estland
- Samuel (Soure), Portugal
- Sliwo Pole, Bulgarien
- Starý Poddvorov, Tschechische Republik
- Strzyżów, Polen
- Tisno, Kroatien
- Troisvierges, Luxemburg
- Žagarė (Joniškis), Litauen

Laxenburg
- Gödöllő, Ungarn

Lech
- Beaver Creek, Vereinigte Staaten von Amerika
- Hakuba, Japan
- Kampen, Deutschland

Leibnitz
- Fiumicello Villa Vicentina, Italien
- Gumpoldskirchen, Österreich
- Mira, Italien
- Pedra Badejo, Kapverden

Leoben
- Xuzhou, China

Leutasch
- Hida, Japan

Leutschach an der Weinstraße
- Kungota, Slowenien

Lienz
- Gorizia, Italien
- Jackson, Vereinigte Staaten von Amerika
- Selçuk, Türkei

Liezen
- Solms, Deutschland
- Telšiai, Litauen

Lilienfeld
- Jōetsu, Japan
- Třebíč, Tschechische Republik

Linz
- Albufeira, Portugal
- Brașov, Rumänien
- České Budějovice, Tschechische Republik
- Charlottenburg-Wilmersdorf (Berlin), Deutschland
- Chengdu, China
- Dodoma, Tansania
- Eskişehir, Türkei
- Gwangyang, Südkorea
- Halle, Deutschland
- Kansas City, Vereinigte Staaten von Amerika
- Linköping, Schweden
- Linz am Rhein, Deutschland
- Modena, Italien
- Nasushiobara, Japan
- Nizhny Novgorod, Russland
- Norrköping, Schweden
- San Carlos, Nicaragua
- Tampere, Finnland
- Tuzla, Bosnien und Herzegowina
- Saporischschja, Ukraine

Litzelsdorf
- Memmingen, Deutschland

Ludmannsdorf
- Monrupino, Italien

Lurnfeld
- Mariano del Friuli, Italien

## M
Mallnitz
- Witten, Deutschland

Maria Saal
- Aquileia, Italien
- Forgaria nel Friuli, Italien
- Gornji Grad, Slowenien

Maria Wörth
- Aretxabaleta, Spanien
- Codroipo, Italien
- Freising, Deutschland

Mariapfarr
- Matadepera, Spanien

Mariazell
- Altötting, Deutschland
- Esztergom, Ungarn

Mattersburg
- Kapuvár, Ungarn

Mattsee
- Bühl, Deutschland

Mautern in Steiermark
- Mautern an der Donau, Österreich
- Tipperary, Irland

Mauterndorf
- Cadolzburg, Deutschland

Mauthausen
- Cogollo del Cengio, Italien
- Prachatice, Tschechische Republik

Mayrhofen
- Bad Homburg vor der Höhe, Deutschland
- Cabourg, Frankreich
- Chur, Schweiz
- Mondorf-les-Bains, Luxemburg
- Terracina, Italien

Micheldorf
- Villesse, Italien

Michelhausen
- Ždírec nad Doubravou, Tschechische Republik

Mieming
- Limas, Frankreich

Millstatt am See
- Helgoland, Deutschland
- San Daniele del Friuli, Italien
- Wendlingen, Deutschland

Mistelbach
- Neumarkt in der Oberpfalz, Deutschland
- Pécel, Ungarn

Mitterkirchen im Machland
- Mitterskirchen, Deutschland

Mittersill
- Büren, Deutschland
- Tricesimo, Italien

Mödling
- Dirmstein, Deutschland
- Esch-sur-Alzette, Luxemburg
- Kőszeg, Ungarn
- Obzor (Nesebar), Bulgarien
- Offenbach am Main, Deutschland
- Puteaux, Frankreich
- Velletri, Italien
- Vsetín, Tschechische Republik
- Zemun (Belgrad), Serbien
- Zottegem, Belgien

Molln
- Buseck, Deutschland
- Tát, Ungarn

Mondsee
- Saint-Jean-d’Angély, Frankreich

Moosburg
- Katerini, Griechenland
- Maintal, Deutschland
- Moosburg an der Isar, Deutschland

Murau
- Fagagna, Italien

Mürzzuschlag
- Arusha, Tansania
- Blansko, Tschechische Republik
- Chillán, Chile
- Pengzhou, China
- Treptow-Köpenick (Berlin), Deutschland

## N
Neudau
- Celldömölk, Ungarn

Neudörfl
- Zollikofen, Schweiz

Neuhofen an der Krems
- Gornji Vakuf-Uskoplje, Bosnien und Herzegowina
- Gusow-Platkow, Deutschland
- Tiszaújváros, Ungarn

Neukirchen am Großvenediger
- Hünstetten, Deutschland

Neumarkt in der Steiermark
- Monfalcone, Italien

Neunkirchen
- Pausa-Mühltroff, Deutschland
- West Lindsey, England, Vereinigtes Königreich

Neusiedl am See
- Deggendorf, Deutschland
- Mosonmagyaróvár, Ungarn
- Pezinok, Slowakei

Neustift im Stubaital
- Kusatsu, Japan

Nickelsdorf
- Pusztavám, Ungarn

Nötsch im Gailtal
- Buttrio, Italien

## O
Obdach
- Kötz, Deutschland
- Telšiai, Litauen

Oberdrauburg
- Kötschach-Mauthen, Österreich
- Paluzza, Italien
- Signa, Italien
- Türkenfeld, Deutschland

Oberndorf bei Salzburg
- Oberndorf am Neckar, Deutschland
- Traismauer, Österreich

Obervellach
- Budapest XV (Budapest), Ungarn
- Dilbeek, Belgien
- Freising, Deutschland
- Hemer, Deutschland
- Kreuzau, Deutschland
- Muggia, Italien
- Seltz, Frankreich
- Škofja Loka, Slowenien

Oberwart
- Szombathely, Ungarn

Orth an der Donau
- Fehmarn, Deutschland

Ottensheim
- Furth, Deutschland
- Jajce, Bosnien und Herzegowina

## P
Parndorf
- Senec, Slowakei
- Senj, Kroatien

Perchtoldsdorf
- Donauwörth, Deutschland

Perg
- Schrobenhausen, Deutschland

Pettenbach
- Tuchów, Polen

Pfaffstätten
- Alzenau, Deutschland

Pichl bei Wels
- Thyrnau, Deutschland

Pinsdorf
- Altdorf, Deutschland

Pöchlarn
- Riedlingen, Deutschland

Poggersdorf
- Sagrado, Italien
- Schwebheim, Deutschland

Pöls-Oberkurzheim
- Mainhausen, Deutschland
- Medulin, Kroatien

Pöndorf
- Schwaigern, Deutschland

Pottendorf
- San Lorenzo Isontino, Italien

Pottenstein
- Potštejn, Tschechische Republik
- Pottenstein, Deutschland

Poysdorf
- Dettelbach, Deutschland

Puchenau
- Lindberg, Deutschland

Pulkau
- Moravské Budějovice, Tschechische Republik

Purbach am Neusiedlersee
- Kulmain, Deutschland
- Montalcino, Italien
- Teaca, Rumänien

Purgstall an der Erlauf
- Linden, Deutschland
- Machern, Deutschland
- Maków, Polen

Purkersdorf
- Bad Säckingen, Deutschland
- Sanary-sur-Mer, Frankreich
- Göstling an der Ybbs, Österreich

## R
Raabs an der Thaya
- Jemnice, Tschechische Republik
- Reszel, Polen

Rabensburg
- Lanžhot, Tschechische Republik

Radenthein
- Ampezzo, Italien
- Schorndorf, Deutschland

Ramsau am Dachstein
- Bohinj, Slowenien

Reichenau an der Rax
- Latisana, Italien

Reichenfels
- Aurachtal, Deutschland

Reith bei Kitzbühel
- Wetzlar, Deutschland

Retz
- Hainburg, Deutschland
- Rötz, Deutschland
- Znojmo, Tschechische Republik

Reutte
- Ōshū, Japan

Ried im Innkreis
- Landshut, Deutschland

Rohrbach bei Mattersburg
- Rohrbach, Deutschland

Roppen
- Forchheim, Deutschland

Rosegg
- Bohinj, Slowenien
- Lauco, Italien
- Osoppo, Italien
- Zuglio, Italien

Rust
- Kulmbach, Deutschland
- Tokaj, Ungarn

## S

### Sa
Saalbach-Hinterglemm
- Biei, Japan

Saalfelden am Steinernen Meer
- Grimbergen, Belgien
- Rankoshi, Japan
- Rödermark, Deutschland

Sachsenburg
- Spilimbergo, Italien

Salzburg
- Dresden, Deutschland
- León, Nicaragua
- Meran, Italien
- Reims, Frankreich
- Shanghai, China
- Singida, Tansania
- Verona, Italien
- Vilnius, Litauen

Sandl
- Rudolfov, Tschechische Republik

Sankt Andrä
- Jelsa, Kroatien

Sankt Andrä-Wördern
- Greifenstein, Deutschland

Sankt Anton am Arlberg
- Nozawaonsen, Japan
- Schlanders, Italien

Sankt Georgen am Längsee
- Zoppola, Italien

Sankt Georgen am Walde
- Lalín, Spanien
- Lalinde, Frankreich
- Linden, Deutschland
- Linden (Cuijk), Niederlande
- Lubbeek, Belgien

Sankt Jakob im Rosental
- Jesenice, Slowenien

Sankt Johann im Pongau
- Lage, Deutschland

Sankt Johann in Tirol
- Fuldabrück, Deutschland
- Redford (Michigan), Vereinigte Staaten von Amerika
- Rovaniemi, Finnland
- Valeggio sul Mincio, Italien

Sankt Kanzian am Klopeiner See
- Divača, Slowenien
- San Canzian d’Isonzo, Italien

Sankt Lorenz
- Lőrinci, Ungarn

Sankt Marein-Feistritz
- Grado, Italien

Sankt Martin am Wöllmißberg
- Unsere Liebe Frau im Walde-St. Felix, Italien

Sankt Paul im Lavanttal
- Sankt Blasien, Deutschland

Sankt Pölten
- Altoona, Vereinigte Staaten von Amerika
- Brno, Tschechische Republik
- Clichy, Frankreich
- Heidenheim an der Brenz, Deutschland
- Kurashiki, Japan
- Wuhan, China

Sankt Ulrich bei Steyr
- Postbauer-Heng, Deutschland

Sankt Valentin
- Mimasaka, Japan
- Pelhřimov, Tschechische Republik
- Saint-Valentin, Frankreich

Sankt Veit an der Glan
- Haltern am See, Deutschland
- Kelmė, Litauen
- Mainz-Kostheim (Wiesbaden), Deutschland
- San Vito al Tagliamento, Italien

### Sc–Se
Scharnitz
- Plattling, Deutschland

Schenkenfelden
- Gyula, Ungarn

Schiefling am Wörthersee
- Romans d’Isonzo, Italien

Schladming
- Felletin, Frankreich
- Furano, Japan
- Wetzlar, Deutschland

Schlierbach
- Hessisch Lichtenau, Deutschland
- Orgelet, Frankreich

Schönbach
- Herborn, Deutschland

Schrems
- Třeboň, Tschechische Republik

Schruns
- Myōkō, Japan

Schwaz
- Argentario (Trento), Italien
- Bourg-de-Péage, Frankreich
- East Grinstead, England, Vereinigtes Königreich
- Mindelheim, Deutschland
- Sant Feliu de Guíxols, Spanien
- Tramin an der Weinstraße, Italien
- Verbania, Italien

Schwechat
- Gladbeck, Deutschland
- Skalica, Slowakei

Seeboden am Millstätter See
- Saijō, Japan

Seefeld in Tirol
- Salzkotten, Deutschland

Seekirchen am Wallersee
- Frankenberg an der Eder, Deutschland

Seiersberg-Pirka
- Hausham, Deutschland
- Laktaši, Bosnien und Herzegowina

Semriach
- Bóly, Ungarn
- Fauglia, Italien

Senftenberg
- Senftenberg, Deutschland
- Žamberk, Tschechische Republik

### Si–St
Sieghartskirchen
- Bábolna, Ungarn

Silz
- Oxapampa, Peru

Sittersdorf
- Piran, Slowenien

Sölden
- Minamiuonuma, Japan

Sonntagberg
- Sárvár, Ungarn

Spillern
- Kanice, Tschechische Republik

Spittal an der Drau
- Kočevje, Slowenien
- Löhne, Deutschland
- Porcia, Italien

Stadl-Paura
- Langenhagen, Deutschland

Stainz
- Schenna, Italien
- Villány, Ungarn

Stams
- Kaisheim, Deutschland

Stans
- San Pietro in Cariano, Italien

Stegersbach
- Northampton, Vereinigte Staaten von Amerika

Steuerberg
- Tavagnacco, Italien

Steyr
- Bethlehem, Palästina
- Kettering, Vereinigte Staaten von Amerika
- Plauen, Deutschland
- San Benedetto del Tronto, Italien

Stockerau
- Andernach, Deutschland
- Baranovichi, Belarus
- Mosonmagyaróvár, Ungarn

## T
Tamsweg
- Iseo, Italien

Telfes im Stubai
- Freckenfeld, Deutschland

Telfs
- Elzach, Deutschland
- Lana, Italien

Thalgau
- Neu-Anspach, Deutschland

Thörl
- Ljubečna, Slowenien

Traismauer
- Aytos, Bulgarien
- Oberndorf bei Salzburg, Österreich

Traun
- Forlimpopoli, Italien

Treffen am Ossiacher See
- Capriva del Friuli, Italien
- Öhringen, Deutschland

Trofaiach
- Clonmel, Irland
- Kamnik, Slowenien

Trumau
- Alberndorf im Pulkautal, Österreich
- Hainburg, Deutschland
- Vernouillet, Frankreich

Tschagguns
- Myōkō, Japan

## U
Ulrichsberg
- Baiersdorf, Deutschland[320]
- Horní Planá, Tschechische Republik[321]

Umhausen
- Erlangen, Deutschland

Ungenach
- Bischofsmais, Deutschland

## V
Velden am Wörther See
- Bled, Slowenien
- Gemona del Friuli, Italien

Villach
- Bamberg, Deutschland
- Kranj, Slowenien
- Suresnes, Frankreich
- Tolmin, Slowenien
- Udine, Italien

Vils
- Marktredwitz, Deutschland

Vöcklabruck
- Český Krumlov, Tschechische Republik
- Hauzenberg, Deutschland
- Slovenj Gradec, Slowenien

Vöcklamarkt
- Mertzig, Luxemburg

Voitsberg
- Hersbruck, Deutschland
- Kadarkút, Ungarn
- Leśnica, Polen
- San Martino Buon Albergo, Italien
- Veliko Trojstvo, Kroatien

Volders
- Mühlbach, Italien

Völkermarkt
- San Giorgio di Nogaro, Italien

Vomp
- Bad Endorf, Deutschland
- Nazelles-Négron, Frankreich

Vösendorf
- Kindberg, Österreich
- Reggello, Italien
- Roßdorf, Deutschland

## W
Wagna
- Metlika, Slowenien
- Ronchi dei Legionari, Italien

Waidhofen an der Thaya
- Heubach, Deutschland
- Telč, Tschechische Republik

Waidhofen an der Ybbs
- Battaglia Terme, Italien
- Bischofszell, Schweiz
- Freising, Deutschland
- Laatzen, Deutschland
- Tuttlingen, Deutschland

Wallern im Burgenland
- Volary, Tschechische Republik
- Wallern an der Trattnach

Wallern an der Trattnach
- Pressig, Deutschland
- Volary, Tschechische Republik
- Wallern im Burgenland

Wartberg ob der Aist
- Vodňany, Tschechische Republik

Weiden am See
- Weiden in der Oberpfalz, Deutschland

Weitensfeld im Gurktal
- Ragogna, Italien

Weiz
- Ajka, Ungarn
- Grodzisk Mazowiecki, Polen
- Offenburg, Deutschland

Wels
- Bistrița, Rumänien
- Chichigalpa, Nicaragua
- Krasnodar, Russland
- Straubing, Deutschland
- Tábor, Tschechische Republik

Werfen
- Lengede, Deutschland

Wernberg
- Wernberg-Köblitz, Deutschland

Weyregg am Attersee
- Trimmis, Schweiz

Wien unterhält keine Partnergemeinden. Einzelne Bezirke der Stadt Wien beteiligen sich aber bei Verpartnerungen auf Kommunal- oder Bezirksebene.
Wien 1 – Innere Stadt
- Budavár (Budapest), Ungarn
- Old Town (Bratislava), Slowakei
- Prague 1 (Prague), Tschechische Republik
- Shapingba (Chongqing), China
- Śródmieście (Warsaw), Polen
- Taitō (Tokyo), Japan

Wien 2 – Leopoldstadt
- Brooklyn (New York), Vereinigte Staaten von Amerika

Wien 5 – Margareten
- Lichtenberg (Berlin), Deutschland

Wien 9 – Alsergrund
- Dongcheng (Beijing), China
- Takarazuka, Japan
- Wenzhou, China

Wien 11 – Simmering
- Chaoyang (Beijing), China

Wien 12 – Meidling
- Gifu, Japan

Wien 13 – Hietzing
- Habikino, Japan
- Tanba, Japan

Wien 14 – Penzing
- Prague 6 (Prague), Tschechische Republik

Wien 17 – Hernals
- Fuchū, Japan

Wien 19 – Döbling
- Setagaya (Tokyo), Japan

Wien 21 – Floridsdorf
- Budapest XIII (Budapest), Ungarn
- Katsushika (Tokyo), Japan

Wien 22 – Donaustadt
- Arakawa (Tokyo), Japan
- Huangpu (Shanghai), China

Wien 23 – Liesing
- Budapest XV (Budapest), Ungarn
- Ulcinj, Montenegro

Wiener Neustadt
- Desenzano del Garda, Italien
- Harbin, China
- Monheim am Rhein, Deutschland

Wies
- Zeulenroda-Triebes, Deutschland

Wieselburg
- Einbeck, Deutschland

Wölbling
- Bischofswiesen, Deutschland

Wolfern
- Taszár, Ungarn

Wolfsberg
- Herzogenaurach, Deutschland
- Várpalota, Ungarn

Wolkersdorf im Weinviertel
- Erbach an der Donau, Deutschland

Wörgl
- Albrechtice nad Orlicí, Tschechische Republik[355]
- Suwa, Japan[167]

## Y
Ybbs an der Donau
- Bobbio, Italien

Yspertal
- Veselí nad Lužnicí, Tschechische Republik

## Z
Zell
- Škofja Loka, Slowenien

Zell am Pettenfirst
- Perlesreut, Deutschland

Zell am See
- Vellmar, Deutschland

Zeltweg
- Enns, Österreich
- Gyöngyös, Ungarn

Zistersdorf
- Hodonín, Tschechische Republik
- Nienhagen, Deutschland
- Zwettl, Österreich

Zwettl
- Jindřichův Hradec, Tschechische Republik
- Plochingen, Deutschland
- Zistersdorf, Österreich